# Bebearia barombina
Bebearia barombina är en fjärilsart som beskrevs av Aurivillius. Bebearia barombina ingår i släktet Bebearia och familjen praktfjärilar. Inga underarter finns listade i Catalogue of Life.